# Намґай Пелдон
Намґай Пелдон (або Пелден; народилася близько 1980 р.) — бутанська суддя і політик. У 2008 році вона була першою жінкою, яку обрали місцевим губернатором, коли її обрали гупом, або адміністратором, Ташидінг Гевог, підрайону Дагани. У цій ролі вона взяла участь у Національному саміті лідерів у Джайпурі, Індія, у 2012 році.
Намґай Пелдон одружена, має двох дітей. Вона вважає себе добре освіченою в порівнянні з більшістю бутанських жінок. До обрання вона працювала громадським інструктором в населеному пункті Дагана, допомагаючи місцевим жителям у написанні чи заповненні офіційних документів.
Досягнення Пелдон на посаді гупи включають будівництво нових офісів та доріг, оновлення історичного місцевого храму та будівництво зрошувальних каналів. Вона стверджує, що її майбутні цілі включають будівництво місцевої лікарні та подальше вдосконалення водопостачання. У 2016 році вона була переобрана, а район Дагана отримав ще одну жінку гупа, з обранням Пеми Вангмо Таманг.